# Рудевичи (Поставский район)
Ру́девичи (бел. — Рудзевічы) — деревня в Новосёлковском сельсовете Поставского района Витебской области Белоруссии.

## География
Расположена в 2 км к востоку от деревни Новосёлки, в 13 км от города Поставы, в 200 км к западу от Витебска и в 140 км к северу от Минска.
В 2 км к югу от деревни находится станция Новосёлки на железнодорожной ветке Крулевщизна — Лынтупы Витебского отделения Белорусской железной дороги.
Имеются местные автодороги к соседним деревням, выходящие в итоге к автодороге Поставы — Глубокое.

## История
В 1774 году впервые упоминается в метрических книгах Лучайского костела.
«Рудевичи. 2 октября 1774 года ксендз Иоанн Романовский окрестил девочку по имени Магдалена, дочь Лаврентия и Хелены Татарчуков. Крестные: Иван Куцуха и Мария Головачевна».
В метриках встречаются и видоизмененные названия деревни — Радзевичи, Родзевичи.
В 1873 году в составе Лучайской волости Вилейского уезда Виленской губернии. В деревне насчитывалось 97 ревизских душ.
В 1905 году в деревне проживало 284 жителей, 401 десятина земли.
В результате советско-польской войны 1919—1921 гг. деревня оказалась в составе Польши (II Речь Посполитая), административно входила в состав Лучайской гмины Дуниловичского повета Виленского воеводства.
В сентябре 1939 года Рудевичи были присоединены к БССР силами Белорусского фронта РККА. 4 декабря 1939 года Рудевичи вошли в состав Дуниловичского района Вилейской области БССР.
С 15 января 1940 года — в Новосёлковском сельсовете Поставского района. По состоянию на 30.12.1951 года — 63 хозяйства.
С 16 июля 1954 года — в Юньковском сельсовете. В 1963 году — 49 дворов, 127 жителей.
С 24 августа 1991 года — в Лукашовском сельсовете. С 24.08.1992 года — в Новосёлковском сельсовете.
В 2001 году — 25 дворов, 50 жителей, в колхозе имени Суворова.